# Core Laboratories
Core Laboratories ist ein amerikanischer Ölfelddienstleister mit Sitz in den Niederlanden. Das Unternehmen beschreibt Ölfelder, berät bei Maßnahmen zur unkonventionellen oder tertiären Ölgewinnung und analysiert Bohrkerne sowie Fluide für die Ölindustrie.